# سيدي موسى (دار بلعماري)
سيدي موسى هي إحدى مشيخات المملكة المغربية، تتبع جغرافيا لإقليم سيدي سليمان وإداريًا لدار بلعماري. يقدر عدد سكانها بـ 5796 نسمة حسب الإحصاء الرسمي للسكان والسكنى لسنة 2004.